# Би-2
«Би-2» (в перекладі українською Бі-2) — білоруський і російський рок-гурт. Створений у 1985 році Льовою (Єгор Бортник) і Шурою (Олександр Уман). У 2007 році одержали нагороду «MTV Russia Music Awards» як найкращий рок-проєкт. У 2010 році отримали премію МУЗ-ТВ як найкращий рок-гурт.

## Історія
Історія гурту Би-2 розпочалася 1985 року в Бобруйську. Двоє підлітків Льова та Шура зустрілися в мінській театральній студії «Ронд». Дядько Шури, учасник гурту «Сонячна сторона» Михайло Карасьов усіляко допомагав хлопцям у всіх їхніх музичних справах: Льова та Шура навіть допомагали записувати пісні «Сонячній стороні». Згодом Шура пішов у музичну школу по класу контрабаса. У 1988 році на світ з'явився колектив із назвою «Брати по зброї» (рос. Братья по оружию). Але через кілька місяців назву замінили на «Берег істини». Протягом 1988—1990 років гурт (уже з назвою Би-2) гастролював територією Білорусі.
Після розпаду СРСР у 1991 році Шура, а згодом і Льова, емігрували в Ізраїль. Діяльність гурту частково припинилася. Лише іноді Би-2 виступав на незначних фестивалях. Наприкінці 1993 року Шура виїхав до Австралії, а Льова залишився в Єрусалимі, де служив в ізраїльській армії. Але діяльність гурту не припинялась: хлопці створювали пісні по телефону, а також аудіолистами. У 1998 році Льова переїздить до Шури в Австралію, де Би-2 знову об'єднуються в один гурт. А у вересні 1999 році Шура та Льова їдуть до Росії, а саме до Москви.
У грудні 1999 року Би-2 виступають на відомому російському рок-фестивалі «Нашествие». Всеросійська слава до гурту приходить у 2000 році, після виходу фільму Олексія Балабанова «Брат 2». До цього фільму група записала саундтрек «Полковнику никто не пишет». Згодом, у квітні того ж року гурт випустив перший альбом «И корабль плывет…». Презентація альбому відбулася в травні на свято останнього дзвоника в школі № 600 Москви. У 2000—2001 роках вийшли такі хіти як «Серебро», «Феллини» (разом із гуртом «Сплин»). Згодом група записала сингл до нового реаліті-шоу — «Останній герой». 3 грудня 2001 року група випустила альбом «Мяу кисс ми», з яким здійснила міжнародне турне. Згодом виходять хіти «Мой рок-н-ролл» (з Юлією Чичеріною), «Достучаться до небес» (із гуртом «Чайф»). Паралельно з цим команда виступає на найвідоміших російських фестивалях. У 2005 році гурт узяв участь у благодійному концерті на Красній площі у Москві в рамках міжнародного фестивалю «Live 8».
28 квітня 2022 року музиканти Би-2 скасували концерт в Омську на знак протесту проти присутньої на сцені політичної агітації (лозунгу з рашистським символом Z). 26 травня 2023 року Міністерство юстиції Російської Федерації вніс Бортника до списку іноземних агентів.
24 січня 2024 року гурт Би-2 у повному складі затримала поліція Таїланду. Причиною затримання стала відсутність дозволів на роботу у всього колективу, що порушує закон про перебування в цій країні. Кожен з колективу сплатив штраф у розмірі 95$ за відсутність дозволу на здійснення комерційної діяльності, після чого музикантів заарештували та направили до центру тимчасового затримання в Бангкоку. Музиканти відмовилися спілкуватися з російським консулом. Незважаючи на те, що 5 музикантів мають паспорти Ізраїлю, російська влада наполягала, щоб музикантів депортували саме в Росію, оскільки вони в'їжджали за паспортами цієї країни. 30 січня прес-служба гурту оголосила про домовленості щодо депортації учасників гурту до Ізраїлю. Урешті-решт, того дня до Ізраїлю вдалося вилетіти лише солістові гурту Льові Би-2, для всіх інших членів гурту рішення було скасоване. 31 січня гурт у повному складі залишив Таїланд та вилетів до Тель-Авіву. 1 лютого гурт, прибувши після арешту до Ізраїлю, дає інтерв'ю, в ході якого соліст гурту Льова Би-2 на питання про можливе його повернення до Росії відповів категоричним «ні».
|                                                        | Нам всі казали, що це російський слід, що російське консульство… спеціально замовлення на гурт Бі-2, щоб нас, врешті-решт, екстрадувати до Росії. Для чого? Ну самі розумієте |
| — Льова Би-2, інтерв'ю (https://t.me/nevzorovtv/13818) | |

## Склад гурту
- Єгор Бортник (Льова Би-2) — вокал, гітара, тексти пісень, бубон
- Олександр Уман (Шура Би-2) — соло-гітара, ритм-гітара, вокал
- Костянтин Чалих — соло-гітара
- Максим Андрющенко — бас-гітара
- Борис Ліфшиц — ударні
- Ян Ніколенко — клавішні

## Дискографія
- 1998 — Бесполая и грустная любовь
- 2000 — БИ-2
- 2001 — Мяу кисс ми
- 2004 — Иnомарки
- 2006 — Moloko
- 2009 — Лунапарк
- 2010 — О чем говорят мужчины (саундтрек до однойменного фільму)
- 2011 — Spirit
- 2014 — 16+
- 2017 — Горизонт событий[10]
- 2022 — Аллилуйя